# Place de l'Église (Corme-Royal)
La place de l'Église est une place situé en France à Corme-Royal, dans le département de la Charente-Maritime.
La place fait l'objet d'un classement au titre des monuments historiques depuis 1938.

## Historique
La place est classée au titre des monuments historiques par arrêté du 9 novembre 1938.

## Monuments
- Église Saint-Nazaire de Corme-Royal